# Neoxorides nitens
Neoxorides nitens är en stekelart som först beskrevs av Johann Ludwig Christian Gravenhorst 1829.  Neoxorides nitens ingår i släktet Neoxorides, och familjen brokparasitsteklar. Arten är reproducerande i Sverige. Utöver nominatformen finns också underarten N. n. nigrifacis.